# Aulo Vergínio Tricosto Rutilo
Aulo Vergínio Tricosto Rutilo (em latim: Aulus Verginius Tricostus Rutilus) foi um político da gente Vergínia nos primeiros anos da República Romana eleito cônsul em 476 a.C. com Espúrio Servílio Prisco.

## Consulado
Sobre Roma pairava a ameaça dos etruscos de Veios que, depois de terem derrotado o exército particular da gente Fábia na Batalha de Cremera, avançaram em direção à cidade até montarem um acampamento no Janículo, encostado na Muralha Serviana. Dali saquearam e arrasaram pastos e plantações romanas.
Por causa da presença dos veios tão perto da cidade, a população sofria com a fome, principalmente por causa da falta de cereais.
Numa das frequentes escaramuças, irrompeu uma furiosa batalha, travada durante muitos dias na região entre o muro romano e a colina do Janículo. Com muitos eventos (incluindo um risco de  morte do cônsul Espúrio Servílio), os romanos finalmente conseguiram retomar a colina e expulsar os veios.
O ano seguinte (475 a.C.), Aulo Virgínio testemunhou a favor de Espúrio Servílio, acusado pelos tribunos da plebe Lúcio Cedico e Tito Estácio de ter conduzido mal o exército romano nesta batalha.